# Kajkias
Kajkias (także Kaikias, Hellespontias; gr. Καικίας Kaikías, łac. Caecius) – w mitologii greckiej bóg i uosobienie wiatru północno-wschodniego.
Uosabiał wiatr chłodny i pokrywający niebo ciężkimi chmurami (swym chłodem oziębiał i zagęszczał parę), wiejący z północnego wschodu. Przypuszczalnie uchodził za syna tytana Astrajosa i tytanidy Eos oraz za brata Boreasza, Eurosa, Notosa, Zefira, Apeliotesa, Lipsa, Skirona (personifikacji wiatrów), Fosforosa (Hesperosa; personifikacji planety Wenus), niektórych gwiazd (personifikacji gwiazd).
W sztuce przedstawiany jest jako starszy brodaty mężczyzna z wielkimi skrzydłami u ramion, z tarczą pełną gradu.
Wyobrażenie o bogu przejawia się w rzeźbie (fryz z I wieku p.n.e. z wizerunkami ośmiu skrzydlatych bogów wiatrów zdobiący Wieżę Wiatrów w Atenach).